# Nisoniades ephora
Nisoniades ephora is een vlinder uit de familie van de dikkopjes (Hesperiidae). De wetenschappelijke naam van de soort is voor het eerst geldig gepubliceerd in 1870 door Herrich-Schäffer.